# Вернигора, Леонид Михайлович
Леонид Михайлович Вернигора (укр. Леонід Михайлович Вернигора; 20 октября 1939, Решетиловка, Решетиловский район, Полтавская область, Украинская ССР) — украинский и советский прозаик, публицист, поэт-песенник, киносценарист, политик, общественный деятель. Народный депутат Украины 2 и 4 созывов. Заслуженный работник культуры Украины (1994).

## Биография
В 1959 году окончил Харьковский техникум промышленного транспорта, экономический факультет Киевского института народного хозяйства (1967) и Высшую партийную школу при ЦК КП Украины (1979).
Трудовую деятельность начал в 1959 году автослесарем, работал механиком, инженером автотранспортной конторы треста «Укрсхиднафтогазрозвидка» (1960—1962), главным инженером автотранспортной конторы треста «Кримнафтогазрозвидка» (1962—1968), заместителем директора автотранспортной конторы треста «Полтаванафтогазрозвидка» (1968—1971), начальником автотранспортной конторы треста «Укрсхиднафтогазбуд» (1971—1975), избирался секретарём по промышленности Киевского райкома Компартии Украины г. Полтава (1975—1976), председателем Киевского райисполкома г. Полтава (1976), первым секретарём Киевского райкома Компартии Украины г. Полтавы (1977—1983).
С 1983 года работал председателем Полтавского областного совета профсоюзов.
С июля 1994 по 1998 год — Народный депутат Украины 2-го созыва. Член Комитета по вопросам социальной политики и труда.
С апреля 2002 по март 2006 год — Народный депутат Украины 4-го созыва, избран по спискам Социалистической партии Украины. Председатель подкомитета по вопросам государственного социального страхования и социального партнерства Комитета по вопросам социальной политики и труда.
Ныне член партии Политическое объединение «Рідна Вітчизна».

## Творчество
Дебютировал в 1966 году с рассказом «Та, що крокує по степу».
Автор сборников повестей и рассказов «Гарячий серпень» (Харьков, Прапор, 1978), «Теплий дощ у дорогу» (Киев, Дніпро, 1990), «Дрова на зиму» (Полтава, Криниця, 1993), повестей «А жито половіє» (Х.: Прапор, 1983), романа «Вічне поле», сборников стихов «Не розгубіть підкови, мої коні», «Відступ у майбутнє», «Присягаюсь тобі, Полтаво», «До Вас іду…», «Дозвольте Вам освідчитись в коханні», «Срібні крила пам’яті» (Полтава: Дивосвіт, 2009) и др.

## Награды
- Орден Трудового Красного Знамени
- Орден «Знак Почёта»
- Почётная грамота Верховной Рады Украины
- Почётная грамота Кабинета Министров Украины
- Заслуженный работник культуры Украины (1994)[1]
- Полтавская областная комсомольская премия имени Петра Артеменко
- Международная премия имени Григория Сковороды
- Литературно-художественная премия имени Дмитрия Луценко «Осеннее золото».